# 10827 Doikazunori
10827 Doikazunori (1993 TC3) là một tiểu hành tinh vành đai chính được phát hiện ngày 11 tháng 10 năm 1993 bởi K. Endate và K. Watanabe ở Kitami. Tiểu hành tinh được đặt tên cho Kazunori Doi, một kiến trúc sư và là nhà thiên văn học nghiệp dư.